# Чернозём (Тверская область)
 Чернозём  — деревня в Западнодвинском муниципальном округе Тверской области.

## География
Находится в юго-западной части Тверской области на расстоянии приблизительно 42 км по прямой на юг-юго-запад по прямой от районного центра города Западная Двина.

## История
Деревня уже была отмечена на карте, известной как «трехкилометровка Шуберта» (1846—1863 года). В1927 году здесь был отмечен 31 двор. До 2020 года входила в состав ныне упразднённого Ильинского сельского поселения.

## Население
Численность населения: 4 человека (русские 100 %) в 2002 году, 1 в 2010.